# Liste von Persönlichkeiten der Stadt Biel
Die Liste von Persönlichkeiten der Stadt Biel verzeichnet in Biel/Bienne geborene Persönlichkeiten und solche, die in Biel ihren Wirkungskreis hatten, ohne dort geboren zu sein. Beide Abschnitte sind jeweils chronologisch nach dem Geburtsjahr sortiert. Die Liste erhebt keinen Anspruch auf Vollständigkeit.

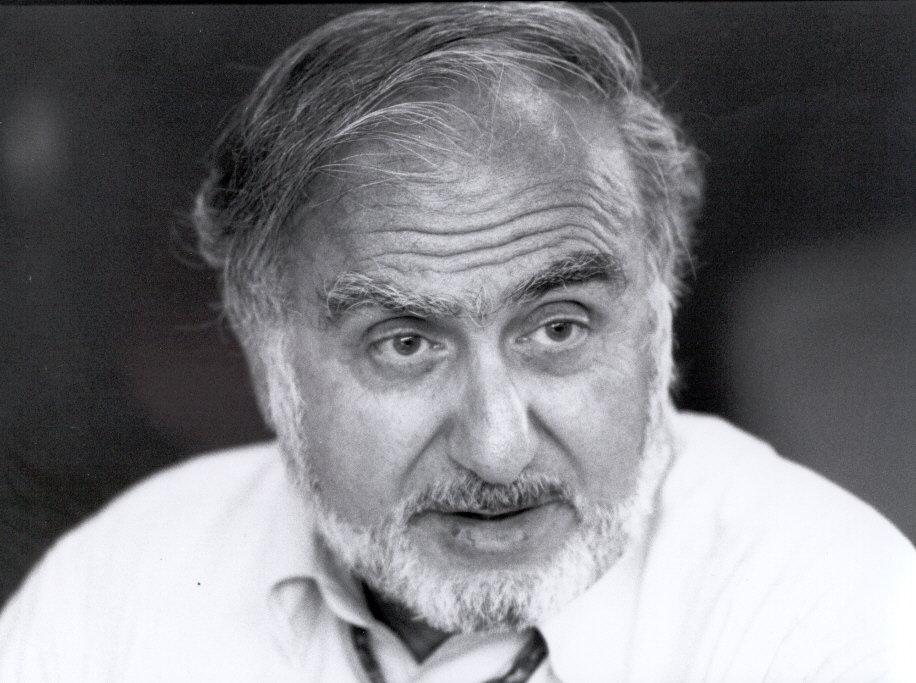
Nicolas Hayek

## Ehrenbürger
- 1848: Guillaume-Henri Dufour (1787–1875), Humanist, General, Politiker, Kartograf und Ingenieur
- 1931: Paul Kipfer (1905–1980), Ingenieur und erster Mensch in der Stratosphäre, gemäß NASA mit Auguste Piccard der erste Astronaut der Welt
- 1947: Guido Müller (1875–1963), Bieler Stadtpräsident (1921–1947), Grossrat des Kantons Bern (1922–1925) und Nationalrat (1925–1943)
- 2005: Nicolas Hayek (1928–2010), Unternehmer und Gründer der Swatch Group[1]
- 2012: Harry Borer-Christen (1927–2017), Industrieller, langjähriger Patron der Manufacture des Montres Rolex S.A. in Biel sowie großer Förderer unzähliger gesellschaftlicher, kultureller und sozialer Initiativen in der Stadt Biel und ihrer Region[2]

## Geborene Bieler

### Bis 1850

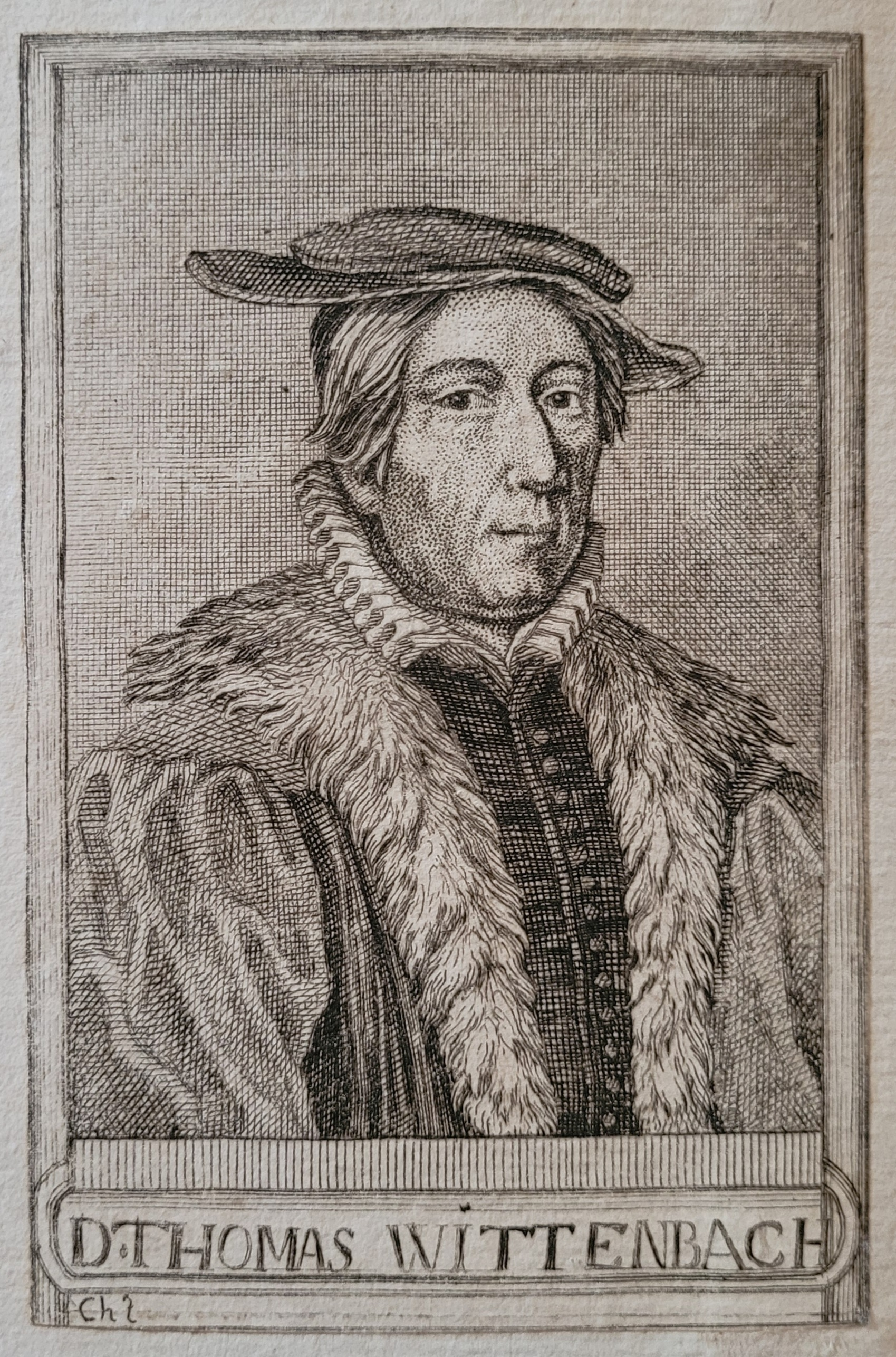
Thomas Wyttenbach

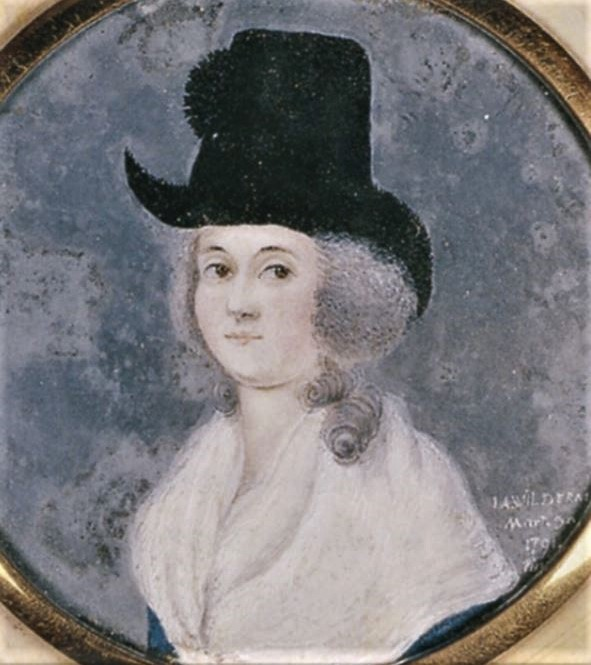
Maria Margaretha von Wildermeth

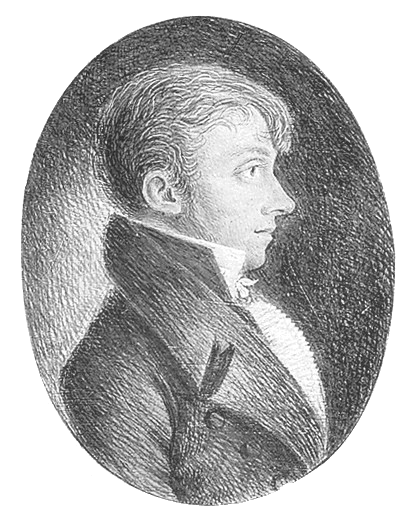
Georg Friedrich Heilmann

- Rudolf Hofmeister (um 1375–1451), fürstbischöflicher Meier in Biel, Anführer der Bieler Truppen bei der Eroberung des Aargaus, Twingherr von Twann, Schultheiss von Bern
- Peter Göuffi (vor 1406–1459), Kaufmann, Venner der Stadt Biel, verschiedentlich Bieler Gesandter (z. B. 1450 zur Erneuerung des Ewigen Bundes mit Bern, 1451 zur Beschwörung des Bundes mit Solothurn)
- Peter Göuffi (um 1447–1483), Mitglied des neuen und des alten Rats der Stadt Biel, 1449–57 alternierend Burgermeister, Venner, fürstbischöflicher Schaffner in Biel und im Erguel, Hauptmann der Bieler Truppen in der Schlacht bei Murten
- Peter Wyttenbach (um 1450–1518), Hauptmann der Bieler Truppen in der Schlacht bei Nancy und im Schwabenkrieg, Bieler Grossrat, Venner und Meier, Mitglied des alten Rats (Hälfte des Kleinen Rats), eidgenössischer Gesandter in Paris
- Thomas Wyttenbach (um 1472–1526), Reformator
- Peter Kleinmann (um 1500–1545), Werkmeister des Berner Münsters, Berner Stadtbaumeister, Erbauer der Berner Staatskanzlei, Grossrat
- Bendicht Rechberger (1509–1566), Glasmaler, Kirchmeier und Notar, Verfasser einer Chronik der Stadt Biel über die Jahre 1524–1566
- Hans Heinrich Wildermeth (1620–1689), Ratsherr und Handelsmann
- Abraham Scholl (1629–1690), kaiserlicher Notar am bischöflichen Hof in Basel, Stadtschreiber und Bürgermeister der Stadt Biel, mehrfach Bieler Tagsatzungsgesandter
- Johann Franz Thellung de Courtelary (1655–1700), Offizier in Frankreich, fürstbischöflicher Meier und Schaffner in Biel, Erbauer des Landsitzes Rockhall
- Jakob Wildermeth (1672–1741), Ratsherr und Kaufmann
- Abraham Scholl (1700–1772), Offizier in französischen Diensten (Regimenter Besenval, Bettens und Jenner), Säckelmeister und Meier der Stadt Biel, Hofrat des Fürstbischofs von Basel
- Nikolaus von Béguelin (1714–1789), Naturforscher und Gelehrter
- Alexander Jakob Wildermeth (1715–1786), Ratsherr, Unternehmer und Autor
- Emanuel Witz (1717–1797), Maler
- David Walker (1727–1792), Mitglied verschiedener Räte von Biel, städtischer Salzverwalter, Bürgermeister, Verfasser mehrerer Werke über den rechtlichen Status der Stadt Biel und ihres Territoriums
- Alexander Wildermeth (1737–1800), Meier der Stadt Biel (fürstbischöflicher Stadtregent), Landvogt von Orvin (Ilfingen) und Amtmann auf dem Tessenberg
- Jakob Sigmund Wildermeth (1739–1790), Offizier in französischen Diensten (Regiment von Eptingen), Stadtschreiber, Kleinrat und Venner von Biel, Mitgründer der Bieler Burgerbibliothek, Mitglied der Helvetischen Gesellschaft
- Franz Alexander Neuhaus (1747–1803), Stadtarzt in Biel, Professor an der medizinischen Fakultät in Nantes, Mitglied des Grossen und des Kleinen Rats von Biel, Stadtschreiber
- David Schwab (1748–1823), Kaufmann, Bankier und Politiker
- Rosa Dorothea Ritter (1759–1833), Mätresse des Landgrafen Wilhelm IX./I. von Hessen-Kassel
- Viktor Emanuel Thellung de Courtelary (1760–1842), Offizier und Schriftsteller, Seekadett in der holländischen Marine, Lehrer an der Militärschule Bern mit dem Spezialgebiet Strategie und Taktik des Seekriegs, Oberst in Holland
- Johann Rudolf Neuhaus (1767–1846), Grossrat und Unternehmer
- Susanna Ronus (1769–1835), Schriftstellerin
- Maria Margaretha von Wildermeth (1777–1839), Erzieherin am preußischen Hof, u. a. von Charlotte von Preußen (später als Alexandra Fjodorowna Zarin von Russland)
- Marie-Louise Bloesch-Moser (1782–1863), Leiterin des Pensionats für auswärtige Schüler des ersten Bieler Gymnasiums
- Georg Friedrich Heilmann (1785–1862), Gesandter der Stadt Biel am Wiener Kongress, Grossrat des Kantons Bern, Gründer der Ersparniskasse Biel, Offizier (Oberst) in napoletanischen Diensten (Regiment Wyttenbach)
- Johann Siegmund Alioth (1788–1850), Industrieller
- Adam Friedrich Molz, Schweizer Lehrer und evangelischer Geistlicher
- Elise Wysard-Füchslin (1790/1791–1863), Kunstmalerin und Radiererin
- Johann Friedrich Boll (1801–1869), Pfarrer
- Friedrich Schwab (1803–1869), Pfahlbautenforscher (Entdecker der Siedlung La Tène) und Oberst
- Cäsar Adolf Blösch (1804–1863), Mediziner, Politiker und Autor
- Eduard Blösch (1807–1866),  Grossrat, Landammann (Präsident des Grossen Rates) und Regierungsrat des Kantons Bern, Stände- und Nationalrat, Bundesrichter, Oberst, Oberauditor der Armee
- Fritz Blösch (1808–1887), Grossrat und Unternehmer
- Jean Sessler (1822–1897), Politiker (Stadtpräsident, Grossrat des Kantons Bern, National- und Ständerat) und Unternehmer
- Jules Beck (1825–1904), Hochgebirgsfotograf
- Gustave Bridel (1827–1884), Ingenieur
- Charles Kuhn (1831–1888), Unternehmer und Politiker (u. a. Gemeinderat in Biel, Regierungsstatthalter, Grossrat des Kantons Bern und Nationalrat), Oberstbrigadier der Artillerie (Kommandant der 3. Artilleriebrigade)
- Albert Wyss (1843–1916), Architekt und Bauunternehmer
- Arnold Geiser (1844–1909), Architekt und Städtebaumeister
- Julius Cäsar Denner (1846–1914), Unternehmer und Namensgeber des Detailhandelsunternehmens Denner AG

### 1851–1900

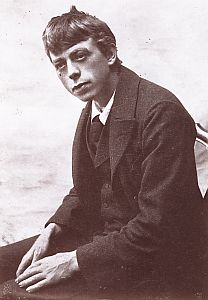
Robert Walser

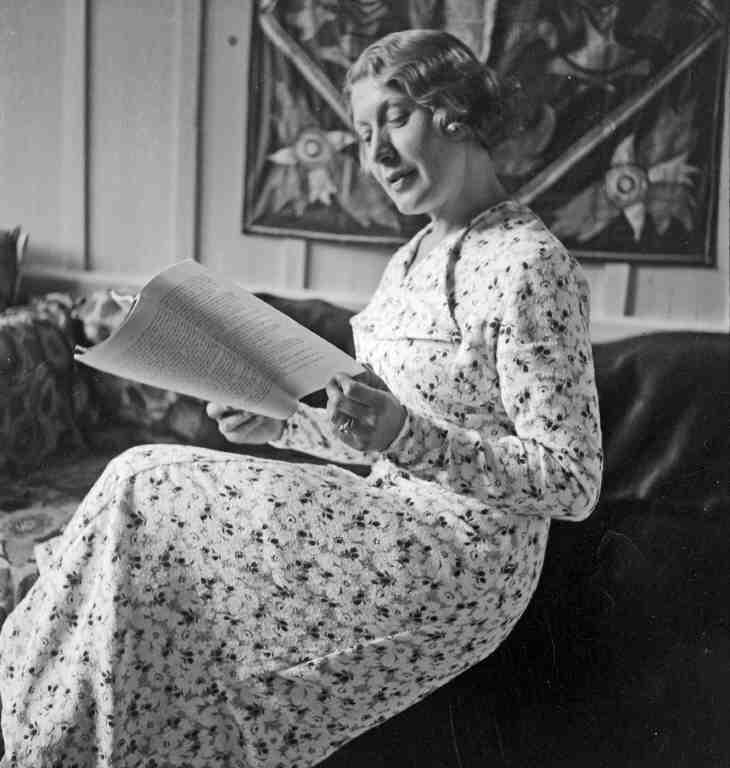
Hedda Koppé

Mili Weber

- Eduard Will (1854–1927), Offizier, Unternehmer und Wirtschaftspolitiker
- Gustav Müller (1860–1921), Politiker
- Louis Müller (1864–1943), Unternehmer und Politiker (Stadtrat), Vizepräsident des Bankrates der Berner Kantonalbank, Handelsrichter, Mitgründer der Fédération horlogère suisse (heute Verband der Schweizerischen Uhrenindustrie)
- Alfred Moll (1869–1949), Politiker
- Eduard Bähler (1870–1925), Theologe
- Hermann Walser (1870–1919), Geograph
- Gustave Bridel (1872–1966), Berufsoffizier der Schweizer Armee, Generalstabsoffizier, Oberstdivisionär, Waffenchef der Artillerie (1920–1934)
- Hermann Aegler (1874–1944), Fabrikant
- Guido Müller (1875–1963), Politiker, Nationalrat und Stadtpräsident von Biel
- Karl Walser (1877–1943), Maler, Bühnenbildner und Illustrator
- Walter Bösiger (1878–1960), Architekt, Offizier und Politiker
- Robert Walser (1878–1956), Schriftsteller
- Théophile Robert (1879–1954), Maler
- Paul Studer (1879–1927), Romanist
- Ernst Dubach (1881–1982), Radrennfahrer
- Hans Berger (1882–1977), Maler
- Eduard Behrens (1884–1944), auch Gottlieb Krähenbühl, Journalist und Schriftsteller
- Emil Dürr (1883–1934), im Stadtteil Bözingen geborener Historiker und Archivar
- Max Ritter (1884–1946), Bauingenieur
- Hermann Hubacher (1885–1976), Bildhauer und Plastiker
- Louis Rivier (1885–1963), Glasmaler und Maler
- Eduard Lanz (1886–1972), Architekt
- Hans Mühlestein (1887–1969), Autor
- Ernst Flückiger (1890–1969), Schuldirektor, Heimatforscher und Bühnenautor in Murten
- Heinrich Huttenlocher (1890–1954), Geologe
- Georg Küffer (1890–1970), Pädagoge, Schriftsteller und Mitbegründer der Volkshochschule Bern
- Gottfried Eduard Hofer (1891–1993), Unternehmer
- Mili Weber, geboren als Berta Emilie Weber (1891–1978), Künstlerin
- Edouard Baumgartner (1892–1967), Politiker (PNR/FDP)
- Ernst Wyss (1893–1955), Direktor der Eidgenössischen Steuerverwaltung
- Robert Grünig (1894–1984), Molkereibesitzer und Milchhändler
- Ellen Widmann (1894–1985), Schauspielerin und Schauspiellehrerin
- Hedda Koppé (1896–1990), Schauspielerin
- Hermann Kurz (1897–1980), Buchhalter und Politiker
- André Maus (1897–1965), Unternehmer, Geschäftsführer der späteren Manor AG

### 1901–1950

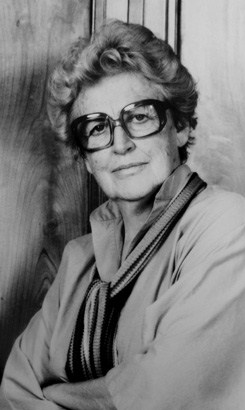
Laure Wyss

Klaus Jacobi

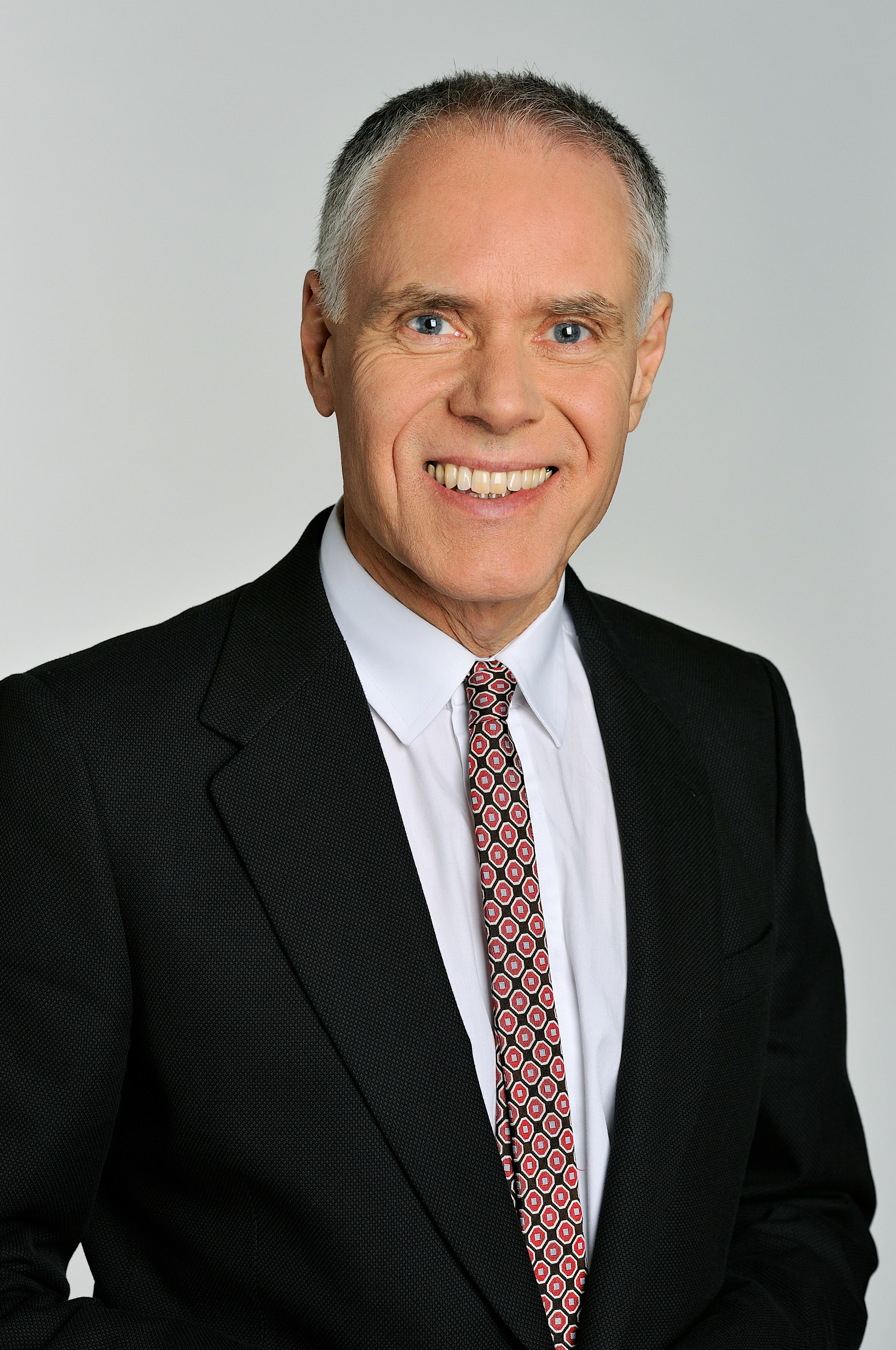
Moritz Leuenberger

- Eduard Fankhauser (1904–1998), Naturist und Verleger
- Maurice Dubois (1905–1997), Delegationsleiter der Kinderhilfe des Schweizerischen Roten Kreuzes, Gerechter unter den Völkern (Yad Vashem)
- Edmond Loichot (1905–1989), Fussballspieler
- Alfred Bangerter (1909–2002), Ophthalmologe
- Werner Kägi (1909–2005), Rechtswissenschafter
- Jean-Louis Jeanmaire (1910–1992), Brigadier
- Gerhart Schürch (1910–1994), Politiker
- Robert Schneider (1912–1990), Chirurg, Mitbegründer der Arbeitsgemeinschaft für Osteosynthesefragen
- Roland Kuhn (1912–2005), Psychiater
- Liselotte Spreng (1912–1992), Medizinerin, Frauenrechtlerin und Nationalrätin
- Laure Wyss (1913–2002), Schriftstellerin
- Maurice Edmond Müller (1918–2009), Orthopäde und Chirurg
- Konrad Müller (1920–2015), Altphilologe
- Géo Voumard (1920–2008), Komponist, Arrangeur, Pianist und Radiojournalist
- Georges Grosjean (1921–2002), Historiker, Geograph und Museumsdirektor
- Felix Villars (1921–2002), Physiker
- Peter Grünig (1923–1977), Politiker, Forstingenieur
- Georges Item (1927–1990), Lithograf und Maler
- Klaus Jacobi (1929–2004), Schweizer Botschafter in Washington (1984–1989), Staatssekretär des Eidgenössischen Departements für auswärtige Angelegenheiten (1989–1992)
- Jörg Steiner (1930–2013), Schriftsteller
- Hans Scholl (* 1931), evangelischer Theologe
- René Felber (1933–2020), Bundesrat (1988–1993), Bundespräsident (1992)
- Raymond Bruckert (1935–2017), Autor
- Heinz-Peter Kohler (* 1935), Aquarellist, Zeichner und Radierer
- Daniel Andres (* 1937), Musiker und Komponist
- Hans Ulrich Lehmann (1937–2013), Komponist
- Pierre Benoit (* 1939), Architekt bei Tschumi und Benoit
- Ernst Thomke (* 1939), Industriemanager
- Mario Cortesi (* 1940), Journalist, Verleger, Sachbuchautor und Filmrealisator
- Ingeborg von Erlach, geborene Heuer (1940–2023), Künstlerin und Buchillustratorin
- Hans Ulrich Jost (* 1940), Historiker
- Jean-Claude Thoenig (* 1940), Soziologe
- Kaspar Heinrich Spinner (* 1941), Professor für Deutsche Sprache, Literatur und Didaktik
- Binjamin Wilkomirski (* 1941), Betrüger
- Rolf Greder (1942–2016), Grafiker, Maler und Zeichner
- Franz Hohler (* 1943), Schriftsteller, Kabarettist und Liedermacher
- Nicolas Bührer (* 1944), Unternehmer und Autorennfahrer
- Frank A. Meyer (* 1944), Journalist
- Michel Delprete (* 14. Dezember 1944) aus Astano, Kunstmaler, Bildhauer[3]
- Claudine Houriet (* 1944), Schriftstellerin und Malerin
- Hanspeter Gschwend (* 1945), Schriftsteller und Radiojournalist
- Heinz Wanner (* 1945), Geograf und Klimatologe, Hochschullehrer
- Madeleine Amgwerd (* 1946), Politikerin
- Tobias Kästli (* 1946), Publizist und Historiker
- Moritz Leuenberger (* 1946), Bundesrat (1995–2010), Bundespräsident (2001 und 2006)
- Christine Lienemann-Perrin (* 1946), Theologieprofessorin
- Annelise Zwez (* 1947), Kunstkritikerin, Publizistin und Kuratorin
- Hans Koch (* 1948), Holzbläser
- Romano Della Chiesa (* 17. November 1948) aus Bosco Gurin, Kunstmaler, Stecher[4]
- Jean-Pierre Cornu (* 1949), Theater- und Filmschauspieler
- Andreas Alfred Meier (* 1949), Kunsthistoriker und Publizist

### 1951–2000

Christine Beerli

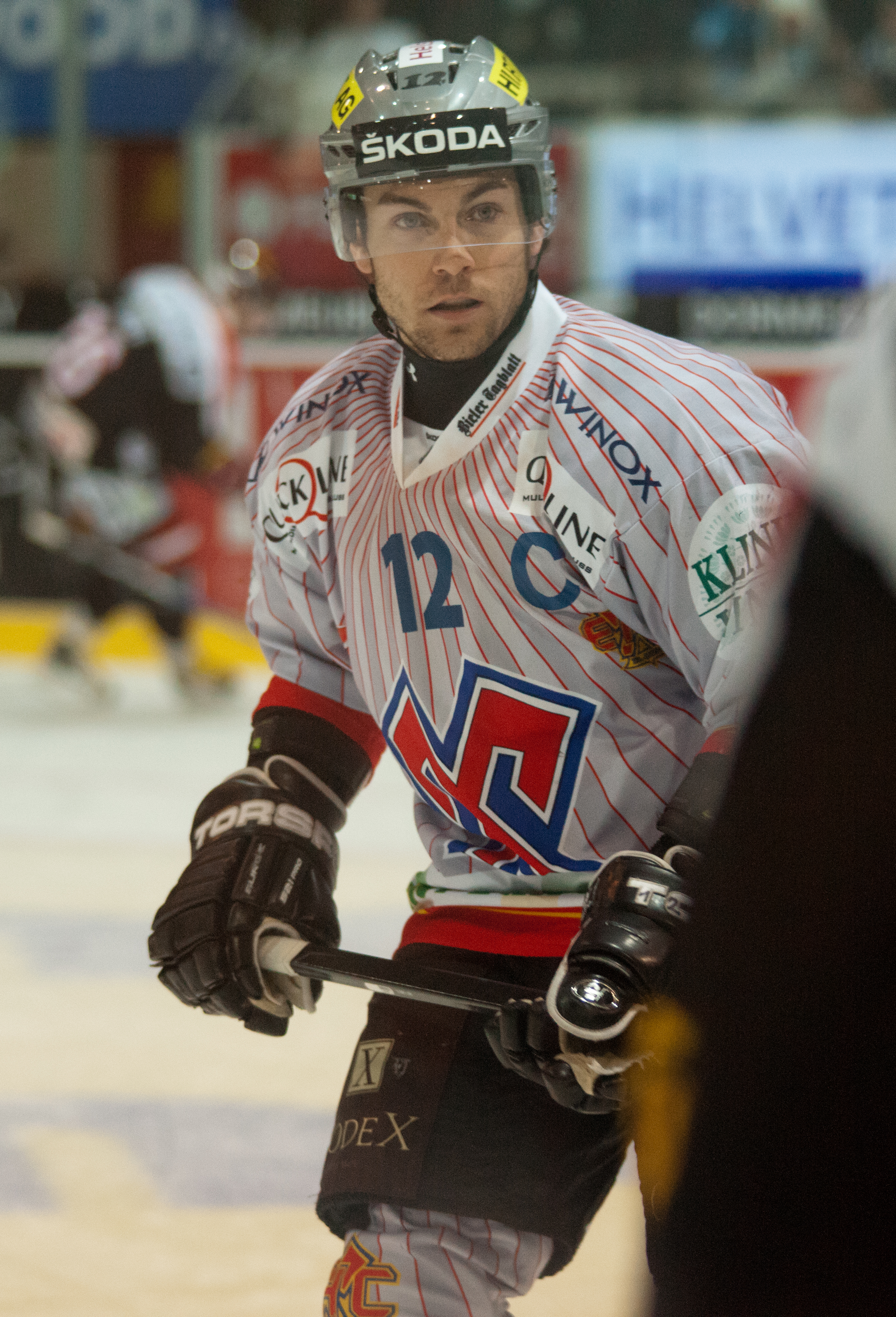
Mathieu Tschantré

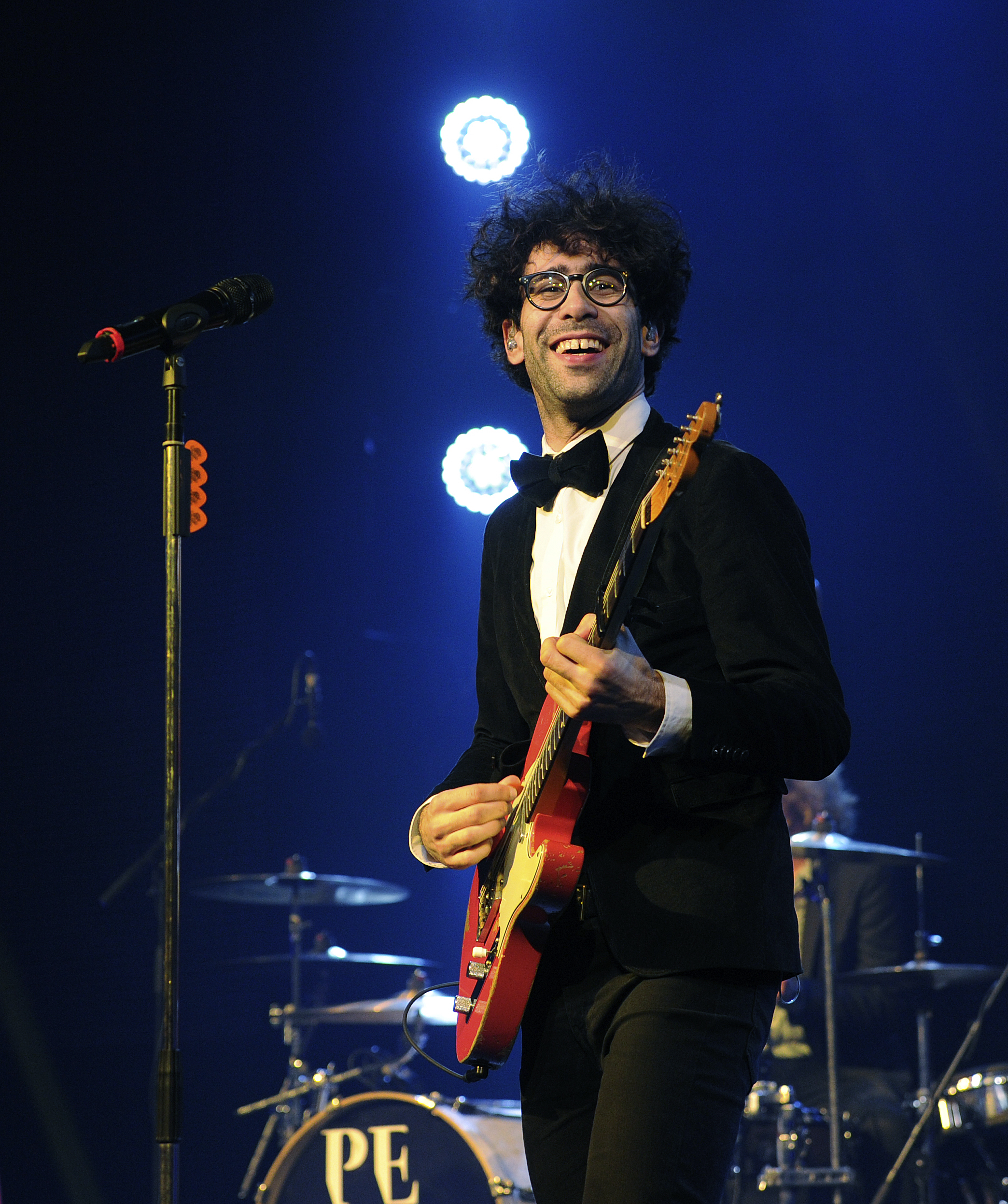
Noah Veraguth

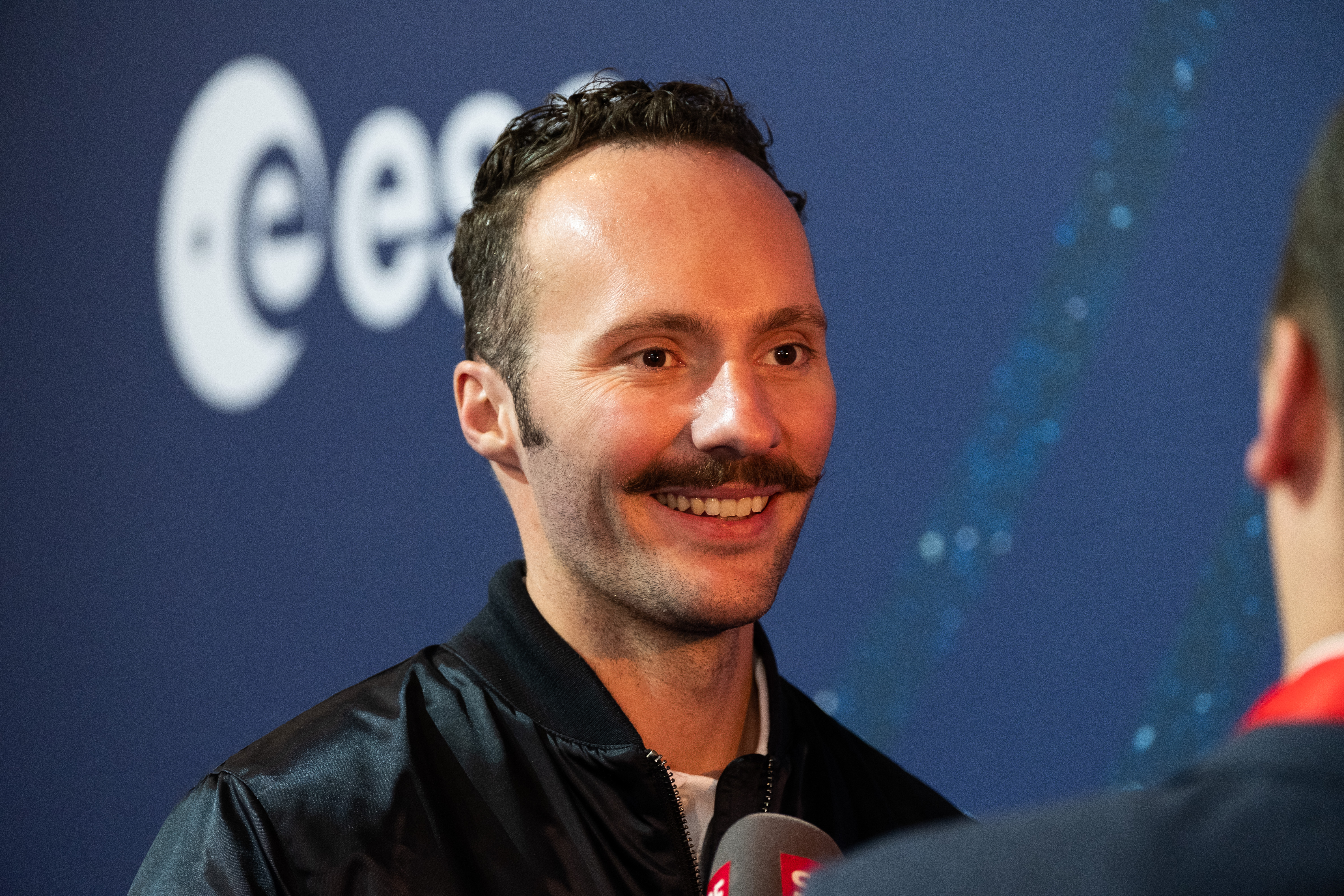
Marco Sieber

- Markus Fehlbaum (1951–2021), Bezirksapostel und Kirchenpräsident der Neuapostolischen Kirche Schweiz (2008–2018)
- Rita Flubacher (* 1951), Journalistin
- Brigitte Kurmann-Schwarz (* 1951), Kunsthistorikerin
- Enzo Calderari (* 1952), Unternehmer und Automobilrennfahrer
- Christine Beerli (* 1953), Politikerin und Rechtsanwältin, Ständerätin (1991–2003), Vizepräsidentin des IKRK (2008–2018)
- Rudolf Grünig (* 1954), Professor für Betriebswirtschaftslehre und Unternehmensführung, Brigadier
- Peter Utz (* 1954), Literaturwissenschaftler
- Andreas Hofmann (* 1955), Motorradrennfahrer
- Philippe Perrenoud (* 1955), Politiker und Arzt, Regierungsrat (2006–2016) und Regierungspräsident (2010/2011) des Kantons Bern
- Catherine Rollier (* 1955), Künstlerin und Graphikdesignerin
- Gisèle Ory (* 1956), Politikerin
- Christian Philipp Müller (* 1957), Konzeptkünstler, Fotograf und Bildhauer
- Heidi Specogna (* 1959), Filmemacherin
- Hugo Zigerli (* 1960), Eishockeyspieler
- Marie José Burki (* 1961), Künstlerin
- Silvia Fürst (* 1961), Radsportlerin, Mountainbike-Weltmeisterin
- Armand Baeriswyl (* 1962), Archäologe und Historiker
- Stefan Brotbeck (* 1962), Philosoph
- Thomas Weibel (* 1962), Journalist, Autor, Dozent und Musiker
- Thomas Jordan (* 1963), Ökonom, Präsident des Direktoriums der Schweizerischen Nationalbank (2012–2024)
- Armin Senser (* 1964), Lyriker
- Hannah Külling (* 1965), Bühnenbildnerin und Künstlerin
- Chantal Daucourt (* 1966), Radrennfahrerin
- Beat Cattaruzza (* 1966), Unternehmer, Politiker, Eishockeyspieler
- Jean-Jacques Aeschlimann (* 1967), Eishockeyspieler
- Jan Kinsbergen (* 1967), Architekt
- Christoph Zürcher (* 1967), Politikwissenschaftler
- Erich Fehr (* 1968), Bieler Stadtpräsident (2011–2024)
- Eva Lüdi Kong (* 1968), Sinologin und Übersetzerin
- Karim Patwa (* 1968), Filmregisseur und Drehbuchautor
- Andreas Rickenbacher (* 1968), Politiker und Unternehmer, Regierungsrat (2006–2016) und Regierungspräsident (2012/2013) des Kantons Bern
- Karin Bachmann (* 1969), Schriftstellerin
- Nico Brina (* 1969), Boogie Woogie-, Blues- und Rock'n'Roll-Pianist und Sänger
- Patrick Glanzmann (* 1969), Eishockeyspieler
- Mathias Müller (* 1970), Offizier, Autor und Politiker
- Toni Caradonna (* 1972), Komödiant und Straßenkünstler
- Hervé Gullotti (* 1972), Politiker
- Martin Steinegger (* 1972), Eishockeyspieler, Sportchef des EHC Biel
- Sven Christ (* 1973), Fussballspieler und -trainer
- Marc Weber (* 1973), Eishockeyspieler
- Céline Clénin (* 1973), Jazzmusikerin, Chorleiterin und Stimmtherapeutin
- Corinne Windler (* 1974), Jazzmusikerin
- Martina Hofmann (* 1975), Opernsängerin und Gesanglehrerin
- Judith Wegmann (* 1975), Pianistin
- Yannick Pelletier (* 1976), Schachspieler, Grossmeister
- Michael Sauter (* 1976), Musiker und Komponist
- Flurina Schneider (* 1976), Humangeografin und Nachhaltigkeitsforscherin
- Caroline Fink (* 1977), Fotografin, Filmerin, Autorin und Bergsteigerin
- Pascal Renfer (* 1977), Fussballspieler
- Laurent Wyss (* 1977), Filmregisseur, Drehbuchautor und Journalist
- Marcel Fischer (* 1978), Degenfechter, Olympiasieger im Fechten an den Olympischen Sommerspielen 2004 in Athen
- Christine Wiederkehr (* 1978), Filmregisseurin
- Andréa Zimmermann (* 1978), Skibergsteigerin
- Vincent Membrez (* 1979), Jazz- und Improvisationsmusiker
- Anna Pieri Zuercher (* 1979), Schauspielerin
- Karin Maurer (* 1980), Gleitschirmpilotin
- Gregor Thommen (* 1980), Eishockeyspieler
- Nicolas Blancho (* 1983), Präsident des sunnitischen Islamischen Zentralrats Schweiz
- Raphaël Nuzzolo (* 1983), Fussballspieler
- Simon Rytz (* 1983), Eishockeyspieler
- Laura Ruhnke (* 1983), schweizerisch-kanadische Eishockeyspielerin
- Lukas Steiner, Künstlername Loopsided (* 1983), Musikproduzent
- Vincent Kauter (* 1984), Politiker und Degenfechter
- Mathieu Tschantré (* 1984), Eishockeyspieler
- Philipp Rytz (* 1984), Eishockeyspieler
- Patrick von Gunten (* 1985), Eishockeyspieler
- Martina Kocher (* 1985), Rennrodlerin und Leichtathletin
- Claudia Lenzi (* 1985), Schauspielerin
- Denis Simonet (* 1985), Politiker
- Mathias Joggi (* 1986), Eishockeyspieler
- Noah Veraguth (* 1987), Pop-Rock-Sänger und -Musiker
- Marco Sieber (* 1989), Arzt und Astronaut (zweiter Schweizer Astronaut nach Claude Nicollier)
- Dan Weisskopf (* 1989), Eishockeyspieler
- Manuel Zigerli (* 1989), Eishockeyspieler
- Carlos Gerber (* 1990), schweizerisch-kapverdischer Snowboarder
- François Affolter (* 1991), Fussballspieler
- Jan Gnägi (* 1991), Politiker
- Jaza Knecht-Costa (* 1991), Musiker (Rapper)
- Gaëtan Haas (* 1992), Eishockeyspieler
- Grégory Hofmann (* 1992), Eishockeyspieler
- Silvan Wyss (* 1993), Eishockeyspieler
- Jens Hofer (* 1997), liechtensteinischer Fussballspieler
- Nemo Mettler (* 1999), musizierende Person, die den Eurovision Song Contest 2024 gewonnen hat
- Damien Wenger (* 2000), Tennisspieler

### Ab 2001
- Burak Alili (* 2004), Fussballspieler

## Persönlichkeiten, die vor Ort gewirkt haben

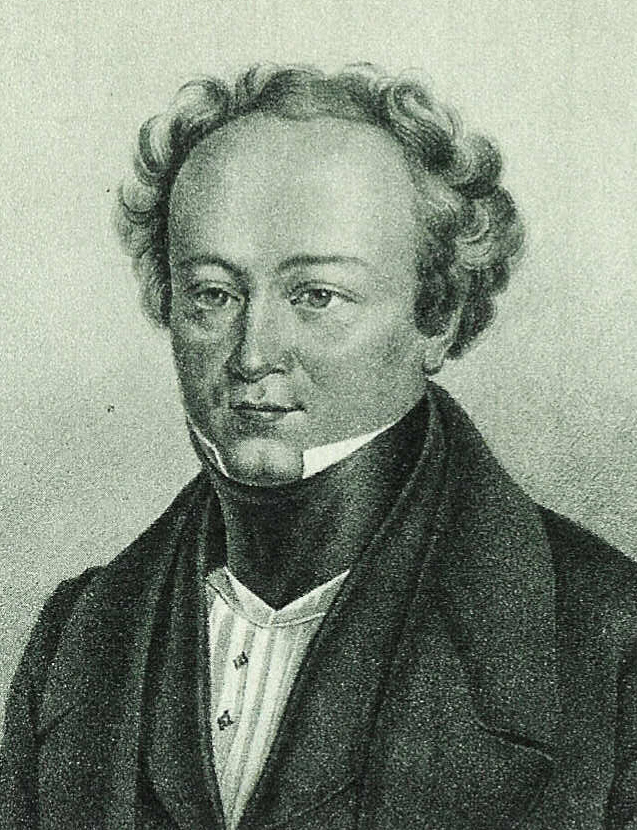
Karl Neuhaus

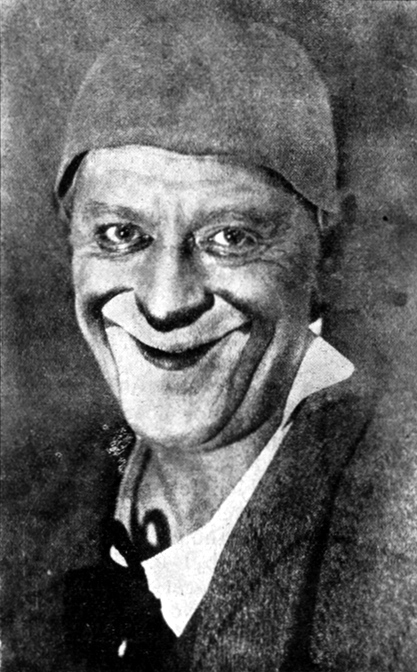
Grock

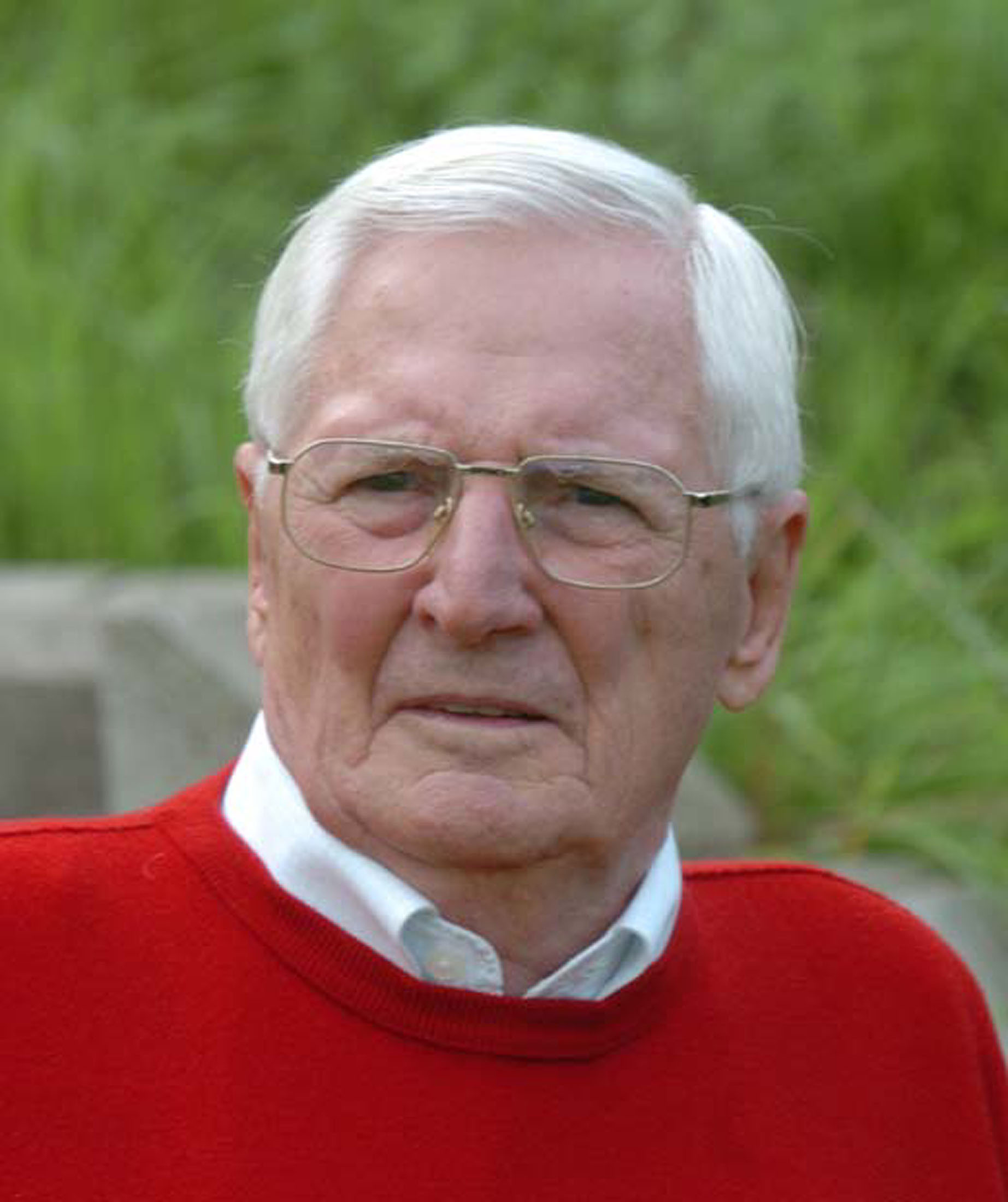
Jupp Derwall

Kurt Wüthrich

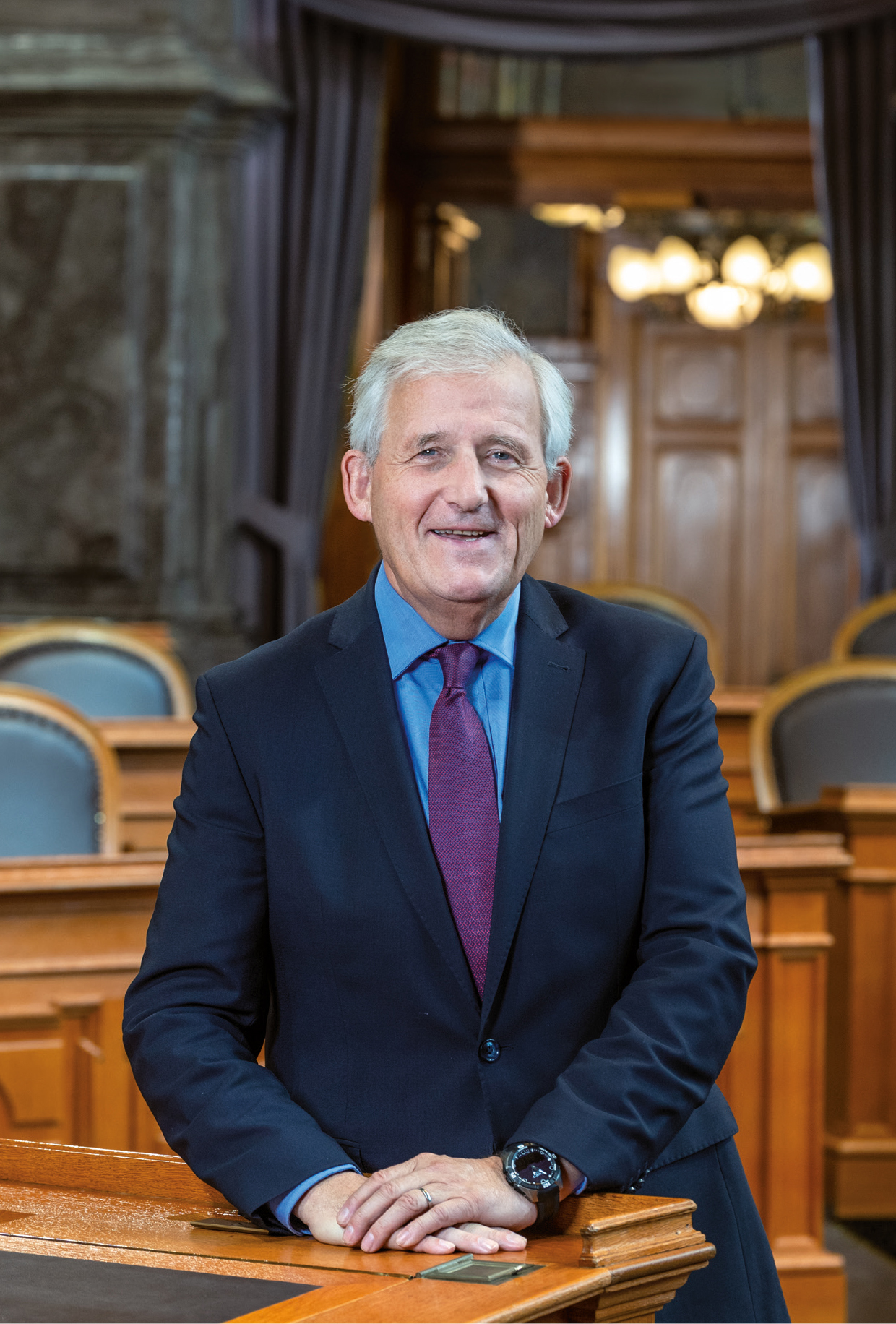
Hans Stöckli

- Rudolf I. von Neuenburg-Nidau (um 1201–1258), Graf von Nidau, Stifter des Prämonstratenserklosters Gottstatt, besass zusammen mit dem Fürstbischof von Basel Herrschaftsrechte auf dem Tessenberg und in Biel
- Ambrosius Blarer (1492–1564), Reformator und Kirchenlieddichter, evangelischer Pfarrer in Biel 1551–1559
- Jakob Rosius (1598–1676), Astronom, Mathematiker, Lehrer und Theologe, lebte ab 1622 in Biel
- Johann Augustin Verresius (vor 1600–1676), Maler und Chronist
- Johann Conrad Gottfried Wildermett (1677–1758), evangelischer Geistlicher und Kirchenlieddichter
- Jean-Rodolphe Vautravers (1723–1800), schweizerisch-englischer Naturforscher und Kunsthändler, Mitglied der Royal Society, Mitglied und Präsident der Ökonomischen Gesellschaft Biel, Ehrenmitglied des Grossen Rates von Biel
- Niklaus Heilmann (1739–1817), fürstbischöflicher Schaffner in Biel und im Erguel, Herr von Rondchâtel, Grossrat und Kleinrat der Stadt Biel, Präsident der provisorischen Regierung von Biel (1814), Förderer des Bieler Kulturlebens
- François Verdan (1747–1818), Unternehmer, Geschworener (haut juré) am Nationalen Hochgericht (Haute Cour de Justice) Frankreichs (Biel gehörte in dieser Zeit zu Frankreich)
- Johann Conrad Appenzeller (1775–1850), Volksschriftsteller, Stadtpfarrer in Biel, Rektor des Bieler Gymnasiums
- Karl Neuhaus (1796–1849), Politiker, Grossrat und Regierungsrat des Kantons Bern, Nationalrat, Gründer der Universität Bern
- Friedrich Wilhelm Knoebel (1802–1871), Pädagoge und Publizist, Herausgeber des Bieler Kurier
- Gottfried Scholl (1803–1865), Offizier in neapolitanischen Diensten, Gemeinderat der Stadt Biel, Grossrat des Kantons Bern
- Ulrich Ochsenbein (1811–1890) – Offizier, Grossrat und Regierungsrat des Kantons Bern, Präsident der Verfassungskommission für die Ausarbeitung der Bundesverfassung von 1848, Bundesrat (1848–1854), besuchte das Gymnasium in Biel
- Franz Joseph Amatus Gassmann (1812–1884), Buchdrucker und Verleger, Gründer des Seeländer Boten (heute Bieler Tagblatt)
- Élie Ducommun (1833–1906), Journalist, Geschäftsmann, Pionier der Friedensbewegung, 1902 Friedensnobelpreis, lebte 1872–1877 in Biel
- Franz Wilhelm Gassmann (1845–1892), Verleger, Gemeinde- und Stadtrat sowie Grossrat des Kantons Bern, Exponent der christkatholischen Bewegung, 1873–92 Präsident der christkatholischen Kirchgemeinde Biel
- Arnold Heimann (1856–1916), Lehrer und Bühnenautor in Mundart
- Franz Eugen Schlachter (1859–1911), Bibelübersetzer der Schlachter-Bibel, Prediger, Schriftsteller und Buchautor, Herausgeber der Zeitung Brosamen von des Herrn Tisch, Erbauer der Evangelischen Kapelle in Biel, lebte seit 1889 in Biel
- Jean Bouldoires (1880–1948), Unternehmer (Grands Magasins Bouldoires)
- Adrien Wettach (1880–1959), bekannt als Musikclown Grock, verbrachte einen Teil seiner Jugend in Biel
- Elisabeth Baumann-Schlachter (1887–1941), christliche Schriftstellerin, Tochter von Franz Eugen Schlachter, verbrachte ihre Jugend ab 1889 in Biel
- Lore Sandoz-Peter (1899–1989), Schweizer Unternehmerin, Generaldirektorin der Schweizer Niederlassung der Uhrenmanufaktur der Bulova Watch Company
- Werner Küppers (1905–1980), deutscher alt-katholischer Theologe, Pfarrer der christkatholischen Gemeinde in Biel von 1930 bis 1938
- Ferdinando Della Chiesa (* 24. Februar 1909 in Bisuschio; † 27. April 1964 in Biel), Glasmaler und Plastiker[5]
- Willy Gassmann (1921–1992), Verleger, Präsident des EHC Biel (1956–1982)
- Harry Borer (1927–2017), langjähriger Patron der Manufacture des Montres Rolex S.A. Bienne, grosser Förderer unzähliger gesellschaftlicher, kultureller und sozialer Initiativen in der Stadt Biel und der Region, Ehrenbürger der Stadt Biel
- Jupp Derwall (1927–2007), Fussballspieler und -trainer, Schweizer Vizemeister 1959/60 und Finalist Schweizer Cup 1960/61 mit dem FC Biel-Bienne
- Rolf Spinnler (1927–2000), Künstler und 1999 Kulturpreisträger der Stadt Biel
- Nicolas Hayek (1928–2010), Unternehmer und Gründer der Swatch Group, Ehrenbürger der Stadt Biel
- Jack Heuer (* 1932) – Unternehmer in der Uhrenbranche (TAG Heuer), aufgewachsen in Biel
- Jürg van Wijnkoop (1935–2016), Stadtschreiber der Stadt Biel (1983–1991), Brigadier, Oberauditor der Armee (1991–1997)[6]
- Kurt Wüthrich (* 1938), Chemiker und Nobelpreisträger (2002), besuchte das Deutsche Gymnasium Biel und unterrichtete dort 1960 bis 1962 Chemie[7]
- Hermann Fehr (* 1941), Bieler Stadtpräsident (1976–1990), Regierungsrat (1990–1997) und Regierungspräsident (1993/1994) des Kantons Bern
- Margrit Wick-Werder (* 1945), Schweizer Historikerin und Museologin
- Beat Wyrsch (* 1946), Regisseur, Direktor des Theaters Biel Solothurn
- Urban Laffer (* 1946), Chirurg, Chorleiter und Organist
- Peter Rothenbühler (* 1948), Journalist, Kolumnist und Buchautor, aufgewachsen in Biel
- Hans Stöckli (* 1952), Bieler Stadtpräsident (1990–2010), Nationalrat (2004–2011) und Ständerat (2011–2023), Ständeratspräsident (2019/2020)
- Alain Pichard (* 1955), Lehrer und Politiker
- Patrick Streiff (* 1955), evangelisch-methodistischer Bischof der Schweiz sowie von Mittel- und Südeuropa (2006–2023)
- Andy Egli (* 1958), Fussballspieler und -trainer, Trainer des FC Biel-Bienne (2005)
- Frank Bangerter (* 1963), Bischof der Christkatholischen Kirche der Schweiz, besuchte das Gymnasium Alpenstrasse Biel
- Kevin Schläpfer (* 1969), Eishockeyspieler und -trainer, Trainer des EHC Biel (2010–2016)
- Sascha Ruefer (* 1972), Sportreporter, TV-Moderator und Showmaster, aufgewachsen in der Region Biel, besuchte die Handelsmittelschule Biel
- Mario Torriani (* 1976), Journalist, Radio- und Fernsehmoderator, aufgewachsen in der Region Biel, arbeitete von 1989 bis 1996 beim Bieler Radiosender Canal 3
- Susanne Kunz (* 1978), Fernsehmoderatorin, Schauspielerin und Kabarettistin, aufgewachsen in der Region Biel, besuchte das Deutsche Gymnasium Biel[8][9]
- Bastien Girod (* 1980), Nationalrat (2007–2024), besuchte das Deutsche Gymnasium Biel